# Gerda Lundequist
Répertoire
- Une maison de poupée
- Antigone
- Marie Stuart
- Richard III
...
Gerda Carola Cecilia Lundvist (née le 4 février 1871 à Stockholm, ville où elle est morte le 23 octobre 1959) est une actrice suédoise, connue sous le nom de scène de Gerda Lundequist.

## Biographie
Connue principalement pour sa longue carrière au théâtre, Gerda Lundequist étudie notamment l'art de la scène à l'opéra royal de Stockholm (1886-1889) et l'art dramatique à la Dramatens elevskola (école du théâtre dramatique royal de Stockholm, 1889-1891).
Elle débute sur les planches en 1889 et sa première pièce notable est Une maison de poupée d'Henrik Ibsen en 1890, au Grand Théâtre de Göteborg. Par la suite, elle tient entre autres les rôles-titre au théâtre dramatique royal de Stockholm précité — Kungliga Dramatiska Teatern en suédois, abrébé Dramaten — dans Antigone de Sophocle (1908) et Marie Stuart de Friedrich von Schiller (1910). Toujours au Dramaten, citons également Dunungen de Selma Lagerlöf (1938) et Richard III de William Shakespeare, mise en scène par Alf Sjöberg (1947, avec Lars Hanson, Jarl Kulle, Per Oscarsson et Ulf Palme).
Sa dernière pièce au théâtre dramatique royal est Le Testament de Sa Grâce, adaptation du roman éponyme de Hjalmar Bergman, mise en scène par Göran Gentele en 1948. Elle reprend cette œuvre l'année suivante (1949) au théâtre municipal de Malmö (en), dans une nouvelle mise en scène d'Ingmar Bergman.  
Hors le Dramaten, mentionnons Hamlet de William Shakespeare (1895, Vasateatern de Stockholm), Le Malade imaginaire de Molière (1897, théâtre suédois de Stockholm (en)) et Monna Vanna de Maurice Maeterlinck (rôle-titre, 1903 et 1912, théâtre suédois de Stockholm).
En raison de son activité au théâtre, elle n'apparaît au cinéma que dans sept films suédois, le premier étant La Légende de Gösta Berling de Mauritz Stiller (1924, avec Lars Hanson et Greta Garbo). Son dernier film sort en 1955.
En 1959, année de sa mort, Gerda Lundequist tient son unique rôle à la télévision, dans un téléfilm d'origine théâtrale, diffusé deux ans plus tard, en 1961.

## Théâtre (sélection)

### Au Dramaten

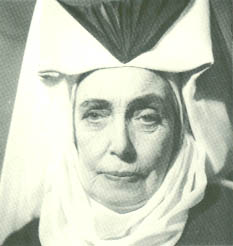
Dans Richard III (1947)

- 1908 : Maître Olof (Mäster Olof) d'August Strindberg : Christina
- 1908 : Antigone de Sophocle : rôle-titre
- 1908 : Le Roi Lear (Kung Lear) de William Shakespeare : Goneril
- 1909 : Siste Riddaren d'August Strindberg : Kristina Gyllenstjerna
- 1909 : Macbeth de William Shakespeare : Lady Macbeth
- 1909 : Paul Lange et Tora Parsberg (Paul Lange och Tora Parsberg) de Bjørnstjerne Bjørnson : Tora Parsberg
- 1910 : Marie Stuart (Maria Stuart) de Friedrich von Schiller : rôle-titre
- 1926 : Dame Inger d'Østråt (Fru Inger till Østråt) d'Henrik Ibsen : rôle-titre
- 1938 : Dunungen de Selma Lagerlöf : Mme Fristedt mère
- 1944 : À Damas, 2e partie (Till Damaskus II) d'August Strindberg : la mère
- 1947 : Richard III de William Shakespeare, mise en scène d'Alf Sjöberg : la duchesse d'York, mère de Richard III
- 1947 : La Maison de Bernarda Alba (Bernardas hus) de Federico García Lorca, mise en scène d'Alf Sjöberg, costumes de Marik Vos-Lundh : Maria Josefa, mère de Bernarda
- 1948 : Le Testament de Sa Grâce (Hans nåds testamente), adaptation du roman éponyme de Hjalmar Bergman, mise en scène de Göran Gentele : Julia Hyltenius, sœur du baron

### Autres lieux
- 1890 : Une maison de poupée (Ett dockhem) d'Henrik Ibsen : Anne-Marie (Stora Teatern de Göteborg)
- 1892 : Peer Gynt d'Henrik Ibsen : Ingrid (Stora Teatern de Göteborg)
- 1895 : Hamlet de William Shakespeare : la reine Gertrude (Vasateatern de Stockholm)
- 1895 : Les Effrontés (Moderna vinglare) d'Émile Augier : la marquise d'Auberive (Stora Teatern de Göteborg)
- 1897 : Le Malade imaginaire (Den inbillade sjuke) de Molière : Béline (théâtre suédois de Stockholm)
- 1898 : Les Prétendants (Kongsemnerne) d'Henrik Ibsen : Ingeborg (Vasatern de Stockholm)
- 1903 : Monna Vanna de Maurice Maeterlinck : rôle-titre (théâtre suédois de Stockholm)
- 1949 : Le Testament de Sa Grâce (Hans nåds testamente), adaptation du roman éponyme de Hjalmar Bergman, mise en scène d'Ingmar Bergman : Julia Hyltenius, sœur du baron (théâtre municipal de Malmö)

## Filmographie complète

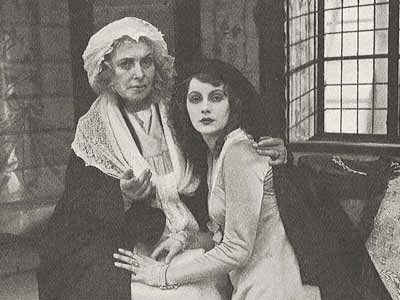
Avec Greta Garbo (à d.), dans La Légende de Gösta Berling (1924, photo promotionnelle)

### Cinéma
- 1924 : La Légende de Gösta Berling (Gösta Berlings saga) de Mauritz Stiller : Margaretha Samzelius
- 1931 : En natt de Gustaf Molander : Beckius
- 1940 : Stora famnen de Gustaf Edgren : Karolina Koger
- 1944 : Räkna de lyckliga stunderna blott de Rune Carlsten : Mme Branzell
- 1946 : Onsdagsväninnan d'Alice O'Fredericks et Sture Lagerwall : Mathilde Hallencreutz
- 1947 : Den långa vägen de Torsten Bergström : la grand-mère
- 1955 : Giftas d'Anders Henrikson : Son Altesse Royale

### Télévision
- 1961 : Maria Angelica, téléfilm de Bengt Lagerkvist : Mme Dubois mère